# 雷海宗
雷海宗（1902年6月18日—1962年12月25日） ，原名雷得义，字伯伦，河北永清县人，历史学家，南开大学、清华大学教授。提倡兼顾考证和综合，是“战国策派”、“清华学派”代表人物之一。与梁启超、蒋廷黻、郑天挺并称“南开史学四大家”。

## 生平
1902年，雷海宗生於河北永清县，父親雷鳴夏是當地中華聖公會的牧師。1910年，到教會興辦的蒙學堂讀書。1917年8月，入讀北京崇德中学。1919年5月，參加五四運動，9月，受教會資助轉至清华学堂高等科，插班二年級學習。1922年6月，畢業後考取公费，9月，入芝加哥大学歷史系，主修歷史，輔修哲學。1924年9月，攻讀博士學位，導師為詹姆斯·汤普逊。在學期間和劉紹禹、何運暄、聞亦傳、張景鉞等人交遊，參加芝大清華同學會，主張推行民主政治，反對外國干涉，並常常做文章評論時事。1927年6月，完成《杜尔阁的政治思想》，通過答辯获得博士学位。
8月，回国後任南京中央大学史学系副教授。1929年8月，任系主任，並在金陵女子大学兼課。1931年2月，被聘為金陵女大历史系教授，7月，兼任女大中國文化研究所研究員。8月，轉至國立武汉大学史学系和哲学教育系任教授。
1932年7月，辭去武大教職，9月，到清华大学任教，和蔣廷黻共事。1937年8月，抗戰爆發後告別妻女隨校南遷長沙。11月，長沙臨大開學，文學院設在南岳圣经学院，雷海宗接替劉崇鋐任臨大歷史社會學系主席。12月，南京淪陷後臨大決定遷往昆明，雷海宗隨文學院遷回長沙，後與金岳霖、葉公超、吳有訓赴廣州、香港採購辦學物質。5月，任西南联合大学历史系教授兼師範學院史地系主任。同年，與林同濟參與由錢端升主持的《今日評論》的編輯工作，與陳雪屏輪流主編《當代評論》雜誌。1940年4月，和林同濟、陳銓在昆明創辦《戰國策》半月刊。8月，任聯大歷史系主任。1942年春，應林同濟邀請到雲南大學講演。12月經姚從吾、王信忠介紹加入國民黨。1943年2月，任聯大文学院代理院长，他婉拒洛克菲勒基金會的訪美邀請，留在國內參加抗戰，為戰地服務團和翻譯人員培訓。1946年2月，在《反蘇宣言》上簽字，並參加在重慶舉行的“反蘇大遊行”。3月，蔣介石訪問昆明，到聯大國民黨部，雷海宗直言通貨膨脹問題嚴重，建議增加學生公費。7月，聞一多死後，雷海宗任治喪委員會委員；清華復員北上，雷海宗先到重慶再到南京、上海、天津，8月，清華在北平復校，任歷史系主任。1947年春，為胡適主編的《獨立時論》撰稿。1948年1月，受國民黨北平黨部主任吳鑄人之託，創辦《週論》，不過僅出到11月就停刊了。12月，拒絕了陳雪屏的邀請，選擇留在北平。1949年9月，辭去歷史系主任。
1950年春，學習馬克思主義，參加北京市郊的土改運動。3月，成為管制對象。1951年3月，赴西北參觀土地改革，4月，回京後解除管制，並寫了一系列批判教會的文章。1952年3月，進行思想檢討。9月，院系调整後，清華歷史系被取消，和北大的鄭天挺一起調任南开大学歷史系，分別辦古代史和世界史教研室。1953年，任《歷史教學》編委。1956年，加入九三學社。1957年4月，參加《人民日報》和天津市委的百家爭鳴的座談會，認為社會科學的發展停滯，需要用新材料、新解釋進行補足。7月，在天津反右大會上被補劃為右派，遭到點名，被停職。雷海宗長期患有腎病，在這個時候出現血尿。1958年3月，中共南開大學黨委決定，撤銷雷海宗一切職務。1961年末，摘帽。
1962年3月，不顾病体，重登讲台。12月16日，病發送醫。25日，因尿毒症和心力衰竭於天津總醫院去世。

## 思想
雷海宗最有名的是他對“中國的兵”的研究，他未將著力點放在兵制的考察，而是分析兵的精神，從兵的成分、紀律、風氣、心裡來考察，指出中國古代的軍隊構成由貴族、良民到貧民、流民、囚犯和外族，最終陷入兵匪不分，軍民相互仇視的局面。他認為“無兵的文化”使社會無法應付戰爭危機，“漢代的問題是中國的永久問題，東漢以下兵的問題總未解決”，這也是中國長期長期積弱的主要原因。不過張其昀以兩千年來中國兵役和兵制的常態作為反駁，而梁漱溟認為雷海宗對文化的批判切中癥結有其見地。
他批評只重考據的訓詁學，認為歷史的了解不僅僅是事實的了解，更是時代精神的了解，如果沒有對思想、知識、信仰的了解就沒有對歷史的了解。
他以民族前途為根本的問題意識，以世界文明的視點，斯賓格勒的文化形態學將中國和全球結合，既打破傳統史學的想像又試圖衝破西方中心論的敘事。這說明他對政治的關切，主辦《戰國策》更說明了他積極“入世”的態度。他提出“歷史週期論”，以“戰國時代重演”的觀點號召中華民族的發展和進步。創辦《週論》時也體現了這一理想的延續，主張自由和個性，以憲法和對市場的適當干預為社會基礎，漸進的改良。
在反右鬥爭中對雷海宗的批判大多來自他在座談會的演講，認為他用“生產工具發展史”否定階級鬥爭和社會主義，以否認奴隸制推翻五種社會經濟形態，還被挖出反共反蘇的歷史問題。

## 著作
- 1940，《中国文化与中国的兵》，商務印書館
- 1946，和林同濟合著，《文化形态史》，大東書局
- 2001，《西洋文化史纲要》，上海古籍出版社
- 2012，《国史纲要》，武汉出版社

## 腳註
1. 1 2 3 4 5 6 7 8  江沛（2019年）
2. ↑  孙定国（1958年）